# Amica Chips-Knauf
Amica Chips-Knauf (Código UCI: AMI), fue un equipo ciclista profesional sanmarinés de categoría Profesional Continental. Participaba en las carreras de los Circuitos Continentales UCI, aunque no pudo participar en las carreras del UCI World Calendar 2009 porque no se adhirió al pasaporte biológico. Ese mismo año desapareció por problemas económicos.

## Amica Chips, Knauf y Endeka como patrocinadores
El equipo no está relacionado con el antiguo equipo italianno Amica Chips (patrocinado por la misma compañía), de finales de los años 90. En el que corrieron Claudio Chiappucci, Yevgeni Berzin, Viacheslav Yekímov, Armand de Las Cuevas, Ivan Basso y Kurt Asle Arvesen como ciclistas más destacados.
Por su parte Knauf también patrocinó a un modesto equipo polaco en los años 2002-2004 y Endeka a otros equipos en los años 2006 y 2007, igualmente sin relación con este

## Historia del equipo
Comenzó siendo un humilde equipo italo-japonés de categoría Continental (última categoría del profesionalismo).
Un año después, en 2009, contó en sus filas con Igor Astarloa, campeón del mundo en 2003. Además, renovó la plantilla casi completamente solo manteniendo 3 corredores respecto a la temporada anterior.
El 29 de mayo de ese mismo año la UCI anunció la suspensión del equipo por tiempo indeterminado por sus problemas económicos. Además, el 17 de julio, Aeronautica Militare (las Fuerzas Aéreas italianas) anunció que retiraba su copatrocinio de la formación, por la implicación de Simone Mori (máximo responsable de la escuadra) en el caso de dopaje Via col Doping.
Los impagos y la retirada de patrocinios supuso la desaparición definitiva del equipo. Aun así siguió apareciendo en las clasificaciones manteniendo su puntuación hasta dicha fecha pero reduciéndola paulatinamente cuando los corredores fueron encontrando otros equipos (estos equipos recogieron la puntuación del corredor).

## Material ciclista
El equipo utilizó durante su primero año bicicletas Colnago y durante su última temporada Fondriest.

## Sede
El equipo tenía su sede en Massa-Carrara, Monia 5 (47899, Serravalle).

## Clasificaciones UCI
A partir de 2005 la UCI instauró los Circuitos Continentales UCI, donde el equipo estuvo desde que se creó dicha categoría ya que este se creó en dicho año, registrado dentro del UCI Europe Tour. Estando en las clasificaciones del UCI Europe Tour Ranking, UCI America Tour Ranking y UCI Asia Tour Ranking. Las clasificaciones del equipo y de su ciclista más destacado fueron las siguientes:
| Temporada                | Clasificación por equipos | Mejor corredor en la clasificación individual | Posición |
| 2007-2008 (Asia Tour)    | 9.º                       | Kazuo Inoue                                   | 37.º     |
| 2007-2008 (Europe Tour)  | 38.º                      | Eddy Ratti                                    | 9.º      |
| 2008-2009 (America Tour) | 40.º                      | Francesco Rivera                              | 310.º    |
| 2008-2009 (Europe Tour)  | 104.º                     | Simone Cadamuro                               | 656.º    |

## Palmarés

### Palmarés 2008

#### Circuitos Continentales UCI
| Fechas      | Circuito                  | Carreras                               | Ganador           |
| 15 de marzo | UCI Europe Tour 2007-2008 | 2.ª etapa del Istrian Spring Trophy    | Eddy Ratti        |
| 16 de marzo | UCI Europe Tour 2007-2008 | Istrian Spring Trophy                  | Eddy Ratti        |
| 3 de mayo   | UCI Europe Tour 2007-2008 | G. P. Industria y Artigianato-Larciano | Eddy Ratti        |
| 23 de mayo  | UCI Asia Tour 2007-2008   | 5.ª etapa del Tour de Japón            | Vincenzo Garofalo |
| 21 de junio | UCI Europe Tour 2007-2008 | 6.ª etapa del Vuelta a Serbia          | Simone Cadamuro   |
| 22 de junio | UCI Europe Tour 2007-2008 | 7.ª etapa del Vuelta a Serbia          | Simone Cadamuro   |
| 24 de julio | UCI Europe Tour 2007-2008 | 2.ª etapa del Brixia Tour              | Eddy Ratti        |

### Palmarés 2009

#### Circuitos Continentales UCI
| Fechas     | Circuito                  | Carreras                           | Ganador         |
| 19 de mayo | UCI Europe Tour 2008-2009 | Gran Premio Nobili Rubinetterie    | Grega Bole      |
| 30 de mayo | UCI Europe Tour 2008-2009 | 3.ªA etapa de la Vuelta a Asturias | Grega Bole      |
| 30 de mayo | UCI Europe Tour 2008-2009 | 3.ªB etapa de la Vuelta a Asturias | Andrei Kunitski |

## Plantilla

### Plantilla 2009
| Nombre               | Nacimiento | Nacionalidad | Equipo 2009                                     |
| Santo Anza           | 17/11/1980 | Italia       | Serramenti PVC Diquigiovanni-Androni Giocattoli |
| Igor Astarloa        | 29/03/1976 | España       | Team Milram                                     |
| Leonardo Bertagnolli | 08/01/1978 | Italia       | Liquigas                                        |
| Grega Bole           | 13/08/1985 | Eslovenia    | Adria Mobil                                     |
| Simone Cadamuro      | 28/06/1976 | Italia       | Nippo-Endeka                                    |
| Simon Clarke         | 18/07/1986 | Australia    | Southaustralia.com-AIS                          |
| Giuseppe De Maria    | 30/08/1984 | Italia       | Neoprofesional                                  |
| Fausto Fognini       | 10/11/1985 | Italia       | Neoprofesional                                  |
| Vincenzo Garofalo    | 05/08/1982 | Italia       | Nippo-Endeka                                    |
| Edoardo Girardi      | 22/10/1985 | Italia       | Neoprofesional                                  |
| Michał Gołaś         | 29/04/1984 | Polonia      | Cycle Collstrop                                 |
| Rafael Infantino     | 28/08/1984 | Colombia     | Neoprofesional                                  |
| Robert Kiserlovski   | 09/08/1986 | Croacia      | Adria Mobil                                     |
| Andrei Kunitski      | 02/07/1984 | Bielorrusia  | Acqua & Sapone                                  |
| Takashi Miyazawa     | 27/02/1978 | Japón        | Meitan Hompo-GDR                                |
| Eddy Ratti           | 04/04/1977 | Italia       | Nippo-Endeka                                    |
| Francesco Rivera     | 06/07/1983 | Italia       | Neoprofesional                                  |
| Branislau Samoilau   | 25/05/1985 | Bielorrusia  | Acqua & Sapone                                  |
| Mirko Selvaggi       | 11/02/1985 | Italia       | Cycle Collstrop                                 |
| Paolo Tomaselli      | 11/09/1983 | Italia       | Neoprofesional                                  |

1. ↑  Hasta el 14 de julio.
2. ↑  Hasta el 5 de mayo.
3. ↑  Hasta el 4 de agosto.
4. ↑  Hasta el 19 de julio.
5. ↑  Hasta el 30 de julio.
6. ↑  Hasta el 2 de agosto.